# Chevry-Cossigny
Chevry-Cossigny är en kommun i departementet Seine-et-Marne i regionen Île-de-France i norra Frankrike. Kommunen ligger i kantonen Brie-Comte-Robert som tillhör arrondissementet Melun. År 2022 hade Chevry-Cossigny 4 019 invånare.

## Befolkningsutveckling
Antalet invånare i kommunen Chevry-Cossigny
| Referens: INSEE |